# تپه کلنجین ۱
تپه کلنجین ۱ مربوط به دوران‌های تاریخی پس از اسلام است و در شهرستان بوئین‌زهرا، بخش آوج، روستای کلنجین واقع شده و این اثر در تاریخ ۲۵ اسفند ۱۳۸۰ با شمارهٔ ثبت ۵۶۸۳ به‌عنوان یکی از آثار ملی ایران به ثبت رسیده است.